# Milan Osterc
Milan Osterc (4 de juliol de 1975) és un exfutbolista eslovè de la dècada de 2000.
Fou 44 cops internacional amb la selecció eslovena.
Pel que fa a clubs, defensà els colors de Hèrcules CF, Olimpija, Hapoel Tel Aviv, Le Havre AC, Bursaspor, Malatyaspor, AEK Làrnaca i LASK Linz, entre d'altres.